# Corine de Ruiter
Corine de Ruiter (Wisch (gemeente), 17 augustus 1960) is een Nederlandse hoogleraar Forensische Forensische psychologie aan de Universiteit Maastricht.

## Carrière
De Ruiter studeerde psychologie aan de Universiteit van Utrecht en de University of Oregon (Eugene, Oregon, USA). In 1986 behaalde zij cum laude haar doctoraal diploma aan de Universiteit van Utrecht. In de daaropvolgende jaren bekwaamde zij zich als gedragstherapeut en klinisch psycholoog. In 1989 promoveerde zij bij prof. dr. Walter Everaerd (1937-2019) aan de Universiteit van Amsterdam op het proefschrift Psychological Investigations into Panic and Agoraphobia. Van 1992 tot 1995 was zij als onderzoeker van de Koninklijke Nederlandse Akademie van Wetenschappen (KNAW) in dienst bij de vakgroep Klinische Psychologie van de Universiteit van Amsterdam (UvA). Van 1995 tot 2002 was zij hoofd van de afdeling Onderzoek, Voorlichting, Juridische en Beleidszaken van de Dr. Henri van der Hoevenkliniek te Utrecht. Van 1999 tot 2005 was zij als bijzonder hoogleraar Forensische psychologie verbonden aan de Universiteit van Amsterdam. Van 2002 tot 2006 was zij hoofd van het onderzoeksprogramma Nationale Monitor van Geestelijke Gezondheid van het Trimbos instituut te Utrecht. 
In 2006 maakte zij de overstap naar de Universiteit Maastricht, waar zij aan de Faculteit der Psychologie de leerstoel Forensische Psychologie bekleedt. Zij haalde de publiciteit met haar inaugurele rede, waarin zij te kennen gaf "de nadruk op repressie, met opsluiting in de moderne varianten van kerkers, als basale overheidsstrategie om criminaliteit te beheersen" te beschouwen "als volledig achterhaald en in strijd met de wetenschappelijke kennis die de psychologie de laatste decennia heeft voortgebracht". 
Zij verkreeg bekendheid door haar onderzoek naar de diagnostiek en behandeling van gewelddadig gedrag van delinquenten. Vanuit de Amerikaanse vakliteratuur maakte zij zogenaamde risicotaxatie-instrumenten geschikt voor Nederlands gebruik. Het gaat daarbij bijvoorbeeld om de Hare Psychopathy Checklist, een methode om het risico op recidives bij TBS-ers in te schatten.
De Ruiter is tevens medeoprichter en secretaris van de Nederlandse Rorschach Stichting. Daarnaast treedt zij regelmatig op als getuige-deskundige in strafzaken. Zij geeft veelvuldig lezingen over haar wetenschappelijk onderzoek en haar werk als getuige-deskundige. 

## Kritiek
Met haar vele media-optredens en haar verschijnen bij de parlementaire enquête naar het tbs-stelsel draagt De Ruiter bij aan de publieke discussie en politieke meningsvorming over de vraag hoe tbs-instellingen omgaan met proefverloven van TBS-ers, hun behandeling, hun terugkeer naar de maatschappij en zo meer. In interviews en praatprogramma's geeft zij soms psychopathologische diagnoses van het ziektebeeld van met name genoemde verdachten van geweldsmisdrijven, die zij niet zelf heeft onderzocht of ontmoet. Dit leverde haar kritiek op van vakgenoten. Zelf zei zij daarover: "Iedereen denkt altijd dat je met iemand moet praten om tot een oordeel te komen, maar ik kan iedereen uit de droom helpen: de enige manier om iemand forensisch-psychologisch te onderzoeken is heel veel informatie uit verschillende bronnen verzamelen en die informatie tegen elkaar af te wegen".
Op 12 mei 2014 is De Ruiter berispt door het medisch tuchtcollege omdat zij had gerapporteerd in een rechtszaak waarbij zij twee van de drie betrokkenen nooit had gesproken. De Ruiter heeft hoger beroep aangetekend. In een andere zaak had zij al eens een waarschuwing van het tuchtcollege gekregen omdat zij rapporteerde over de psychische gesteldheid van iemand die ze nooit had ontmoet. Het Nederlands Instituut van Psychologen berispte haar in september 2015 in een derde geval. In reactie daarop wees zij in haar persoonlijke weblog op de andere werkwijze van een forensisch psycholoog vergeleken met de klinische  psychologie.
Corine de Ruiter was van 2011 tot 2015 lid van de Raad van Toezicht van Arkin in Amsterdam en van 2017 tot 2023 was zij lid van de Raad van Toezicht van Zozijn, een organisatie voor mensen met handicaps [www.zozijn.nl]

## Eerbewijzen
In februari 2022 werd De Ruiter benoemd tot lid van de Koninklijke Hollandsche Maatschappij der Wetenschappen (KHMW).
Corine de Ruiter ontving van Universiteit Maastricht in 2020 de UM onderscheiding als eerbewijs, omdat zij Universiteit Maastricht 'op de kaart heeft gezet'.

## Publicaties (selectie)

### Academisch proefschrift
- Psychological Investigations into Panic and Agoraphobia. Dissertatie Universiteit van Amsterdam, 1989.

Voor een uitgebreide referentielijst van haar publicaties zie .

### Boeken
- met Hildebrand, M.: Behandelingsstrategieën bij forensisch psychiatrische patiënten. Houten/Diegem: Bohn, Stafleu & Van Loghum, 2005.
- met Hildebrand, M.: Handboek psychodiagnostiek: Van testmethode naar toepassing. Amsterdam: Harcourt, 2005.
- met Hildebrand, M. & Van Beek, D.J.: SVR-20. Richtlijnen voor het beoordelen van het risico van seksueel gewelddadig gedrag. Utrecht: Forum Educatief, 2001.
- met Vertommen, H., Verheul, R. & Hildebrand, M.: Hare’s psychopathie checklist: Handleiding. Lisse: Swets Test Publishers, 2002.
- met Mulkers, J.: Het Daderprofiel. Amsterdam: Nieuwezijds, 2007. ISBN 9789057122422 / ISBN 9057122421

### Artikelen
- met Hildebrand, M. & Nijman, H.: PCL-R psychopathy predicts disruptive behavior among male offenders in a Dutch forensic psychiatric hospital. Journal of Interpersonal Violence, 19, 2004, p. 13-29.
- met Hildebrand, M.: PCL-R psychopathy and its relation to DSM-IV Axis I and Axis II disorders in a sample of male forensic psychiatric patients in the Netherlands. International Journal of Law and Psychiatry, 27, 2004, p. 233-248
- met Cohen, L.: Psychological processing of criticism: A reaction to Ducey and Van der Kolk. Journal of Traumatic Stress, 5, 1992, p. 143-148.
- met Brosschot, J.F.: The emotional Stroop interference effect in anxiety: Attentional bias or cognitive avoidance? Behaviour Research and Therapy, 32, 1994, p. 315-319.
- met Greeven, P.G.J.: Personality disorders in a Dutch forensic psychiatric sample: Convergence of interview and self-report measures. Journal of Personality Disorders, 14, 2000, p. 162-170.
- met De Vogel, V.: Differences between clinicians and researchers in assessing risk of violence in forensic psychiatric patients. Journal of Forensic Psychiatry & Psychology, 15, 2004, p. 145-164.
- met De Vogel, V., Van Beek, D. & Mead, G.: Predictive validity of the SVR-2 and Static-99 in a Dutch sample of treated sex offenders. Law and Human Behavior, 28, 2004, p. 235-251.